# Harry Potter és a Halál ereklyéi 2. (filmzene)

Daniel Radcliffe Harry Potter szerepében (2003)

J. K. Rowling Harry Potter és a Halál ereklyéi 2. című film zenéjét Alexandre Desplat, Golden Globe-díjas francia zeneszerző szerezte. A filmzenét számos rangos díjra és elismerésre jelölték többek között Grammy-díjra is, ám végül egyetlen díjat sem sikerült megszereznie. 2011. július 12-én hozták nyilvánosságra a számok listáját. A lemez nyilvánosságra hozását követően a Billboard 200 listáján a 25. helyet szerezte meg.
A filmben szereplő zeneszámok a Londoni Szimfonikus Zenekar előadásában hallhatóak.
Itt látható a filmben szereplő zeneszámok listája:
| Sorszám | Cím (Szabad fordításban)                         | Hosszúság |
| ------- | ------------------------------------------------ | --------- |
| 1       | Lily's Theme (Opening) (Lily indulója - Nyitány) | 2:28      |
| 2       | The Tunnel (Az alagút)                           | 1:09      |
| 3       | Underworld (Földalatti világ)                    | 5:24      |
| 4       | Gringotts (Gringotts)                            | 2:24      |
| 5       | Dragon Flight (A sárkányrepülés)                 | 1:43      |
| 6       | Neville (Neville)                                | 1:40      |
| 7       | A New Headmaster (Új igazgató)                   | 3:25      |
| 8       | Panic Inside Hogwarts (Ijedelem a Roxfortban)    | 1:53      |
| 9       | Statues (Szobrok)                                | 2:22      |
| 10      | The Grey Lady (A Szürke hölgy)                   | 5:51      |
| 11      | In the Chamber of Secrets (A Titkok Kamrájában)  | 1:37      |
| 12      | Battlefield (Harcmező)                           | 2:13      |
| 13      | The Diadem (A diadém)                            | 3:08      |
| 14      | Broomsticks and Fire (Seprűk és táltostűz)       | 1:24      |
| 15      | Courtyard Apocalypse (Világvége az udvaron)      | 2:00      |
| 16      | Snape's Demise (Piton emlékei)                   | 2:51      |
| 17      | Severus and Lily (Perselus és Lily)              | 6:08      |
| 18      | Harry's Sacrifice (Harry áldozata)               | 1:57      |
| 19      | The Resurrection Stone (A Feltámadás Köve)       | 4:32      |
| 20      | Harry Surrenders (Harry visszavonul)             | 1:30      |
| 21      | Procession (A felvonulás)                        | 2:07      |
| 22      | Neville the Hero (Neville, a hős)                | 2:17      |
| 23      | Showdown (A döntő)                               | 3:37      |
| 24      | Voldemort's End (Voldemort halála)               | 2:44      |
| 25      | A New Beginning (Egy új kezdet)                  | 1:39      |

## Fordítás
- Ez a szócikk részben vagy egészben  a   Harry Potter and the Deathly Hallows - Part 2 (soundtrack) című angol Wikipédia-szócikk fordításán alapul.  Az eredeti cikk szerkesztőit annak laptörténete sorolja fel. Ez a jelzés csupán a megfogalmazás eredetét és a szerzői jogokat jelzi, nem szolgál a cikkben szereplő információk forrásmegjelöléseként.